# Залозецький-Сас Володимир Романович
Володимир Романович Залозецький-Сас гербу Сас (10 липня 1896, м. Львів — 12 жовтня 1959, м. Ґрац, Австрія) — український мистецтвознавець, політичний діяч. Професор Львівської Богословської Академії та Віденського університету.

## Життєпис

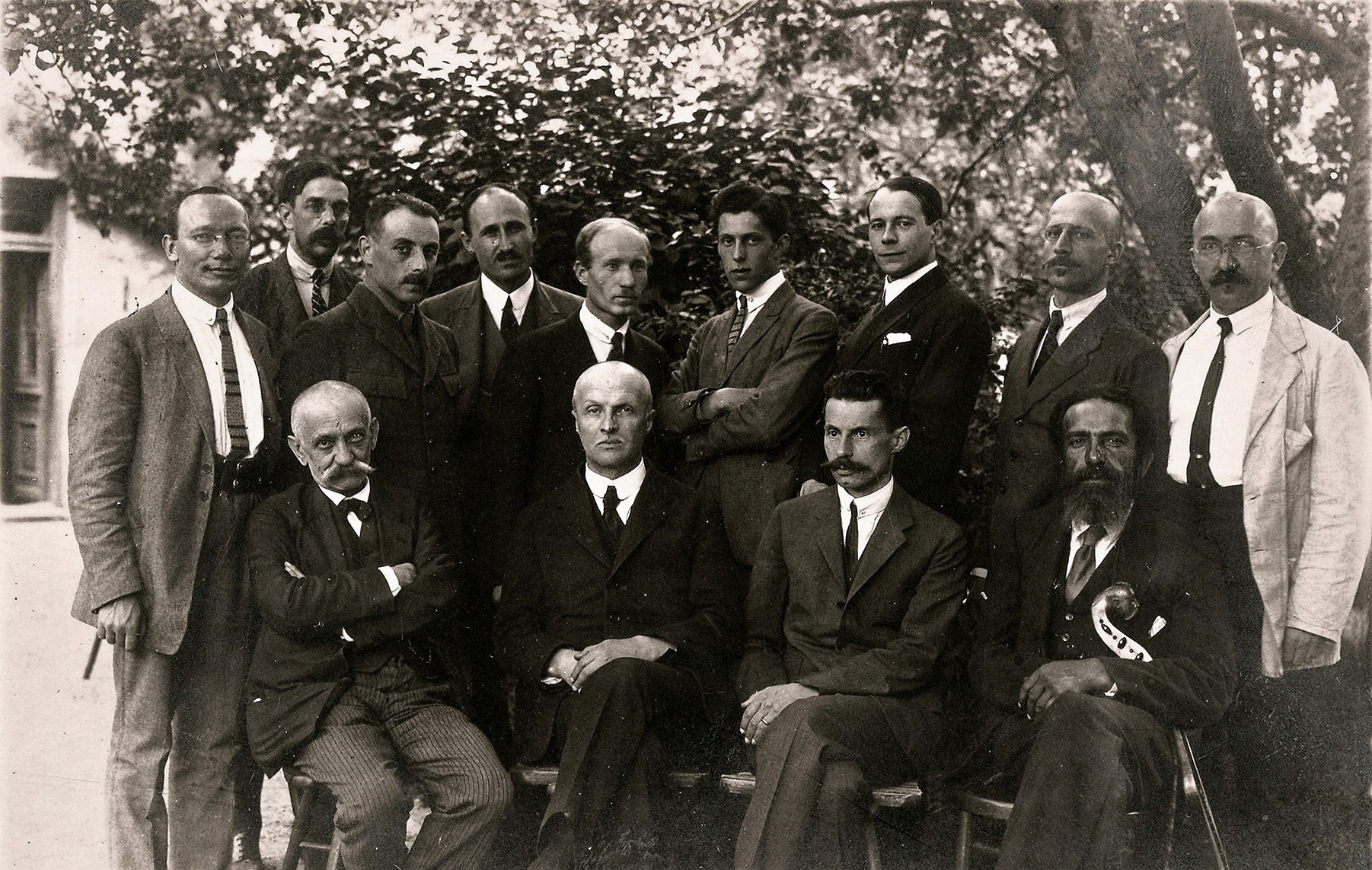
Учасники установчого з'їзду Українського союзу хліборобів-державників, Рейхенау, 4—8 червня 1922 року. Зліва направо сидять: Іван Леонтович, гетьман Павло Скоропадський, В'ячеслав Липинський, Людвіг Сідлецький; стоять Михайло Тимофіїв, Микола Кочубей, Адам Монтрезор, Андрій Білопольський, Михайло Савур-Ципріянович, Ігор Лоський, Володимир Залозецький, Сергій Шемет, Олександр Скоропис-Йолтуховський.

Син Романа Залозецького. Брат у перших Володимира-Сергія Залозецького гербу Сас, буковинського політика, громадського діяча, дипломата, мистецтвознавця, мецената.
Прихильник і послідовник В'ячеслава Липинського. Член Українського союзу хліборобів-державників (УСХД). Був одним з ініціаторів створення консервативно-монархічної організації в Західній Україні, а також «Братства українських класократів-монархістів, гетьманців» (1930), яке утворилося внаслідок саморозпуску УСХД.
Наукові дослідження присвячені впливам візантійського мистецтва, готики, ренесансу, бароко на українську архітектуру.